# Phasia albipennis
Phasia albipennis là một loài ruồi trong họ Tachinidae.